# Pohja
Pohja (Pojo en suédois) est une ancienne municipalité du sud-ouest de la Finlande, dans la région d'Uusimaa.

## Histoire
Le 1er janvier 2009, les communes de Karis, Pohja et Ekenäs, ont fusionné pour former la ville nouvelle de Raseborg.
Pohja est connue dans tout le pays pour être le berceau de l'industrie du métal en Finlande. C'est là en effet que furent fondés au XVIIe siècle les villages de forges d'Antskog (1630, Ansku en finnois), Billnäs (1641, Pinjainen en finnois) et surtout le plus connu Fiskars (1649, Fiskari en finnois). Ces 3 villages sont aujourd'hui classés paysages nationaux par le ministère de l'environnement. Fiskars en particulier, lieu de naissance de la compagnie Fiskars, est un village très touristique avec de nombreuses échoppes et son architecture typique d'un village de forges.

## Géographie
L'ancienne commune est assez petite à l'échelle du pays. La présence de la partie terminale du Salpausselkä engendre un paysage clairement vallonné. La population se répartit entre 9 villages. Les plus importants sont:
- Pohja proprement dit (37 % du total), à l'extrémité d'un long bras de mer (25 km) venu du Golfe de Finlande, où l'on trouve aussi la vieille église de 1470.
- Pinjainen/Billnäs (26 % du total, à 7 km à l'est de l'église et seulement 3 km du centre de Karis).
- Fiskars (12 % du total, 4 km au nord de l'église).

L'économie, outre le tourisme, repose encore largement sur l'entreprise Fiskars qui reste le premier employeur privé.

## Personnalités
- Pauli Nevala, champion olympique de lancer du javelot.
- Charles Linn, marin, banquier et industriel..
- Peter Lindroos, chanteur d'opéra

## Galerie

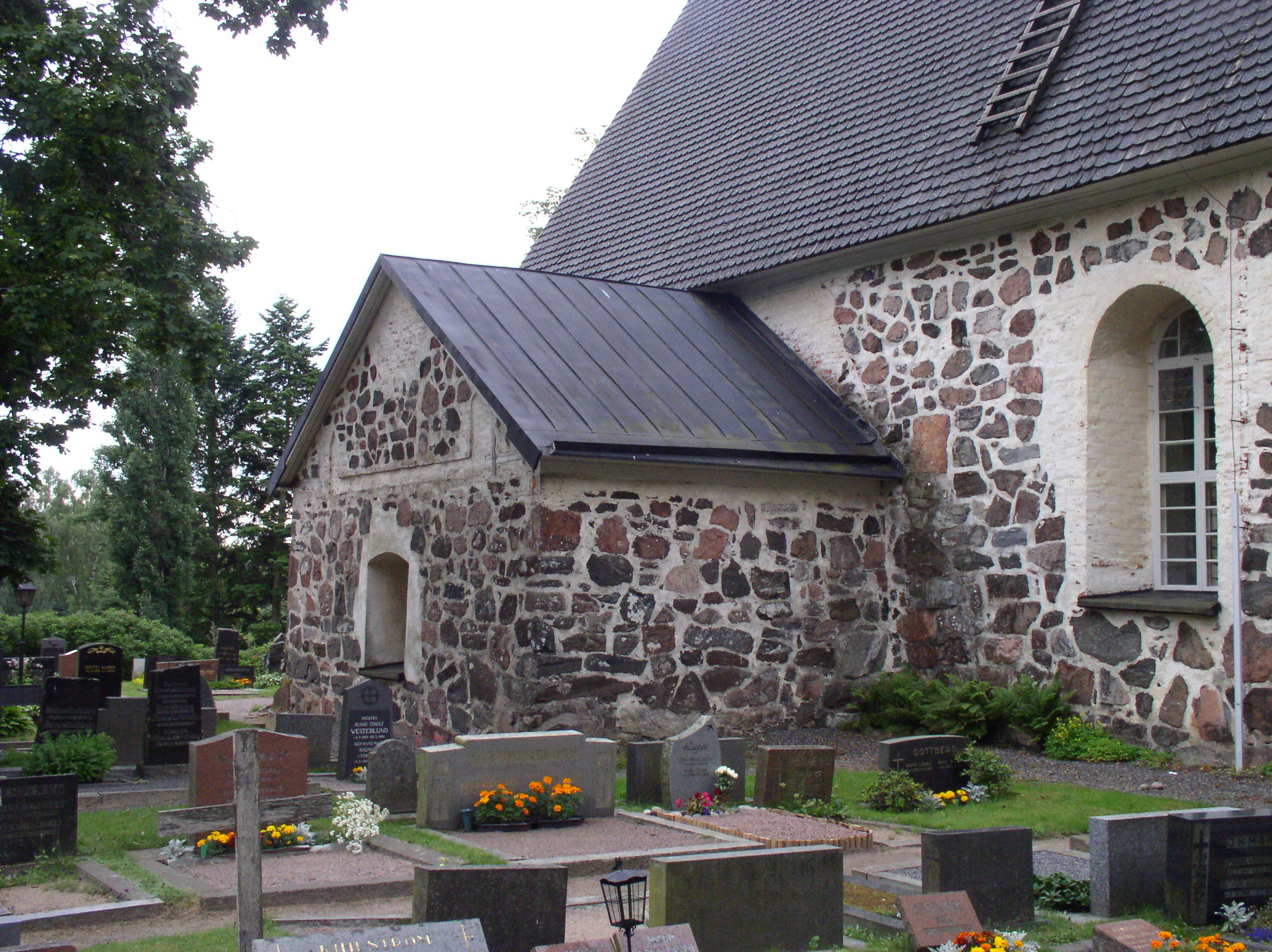
Église de Pohja.
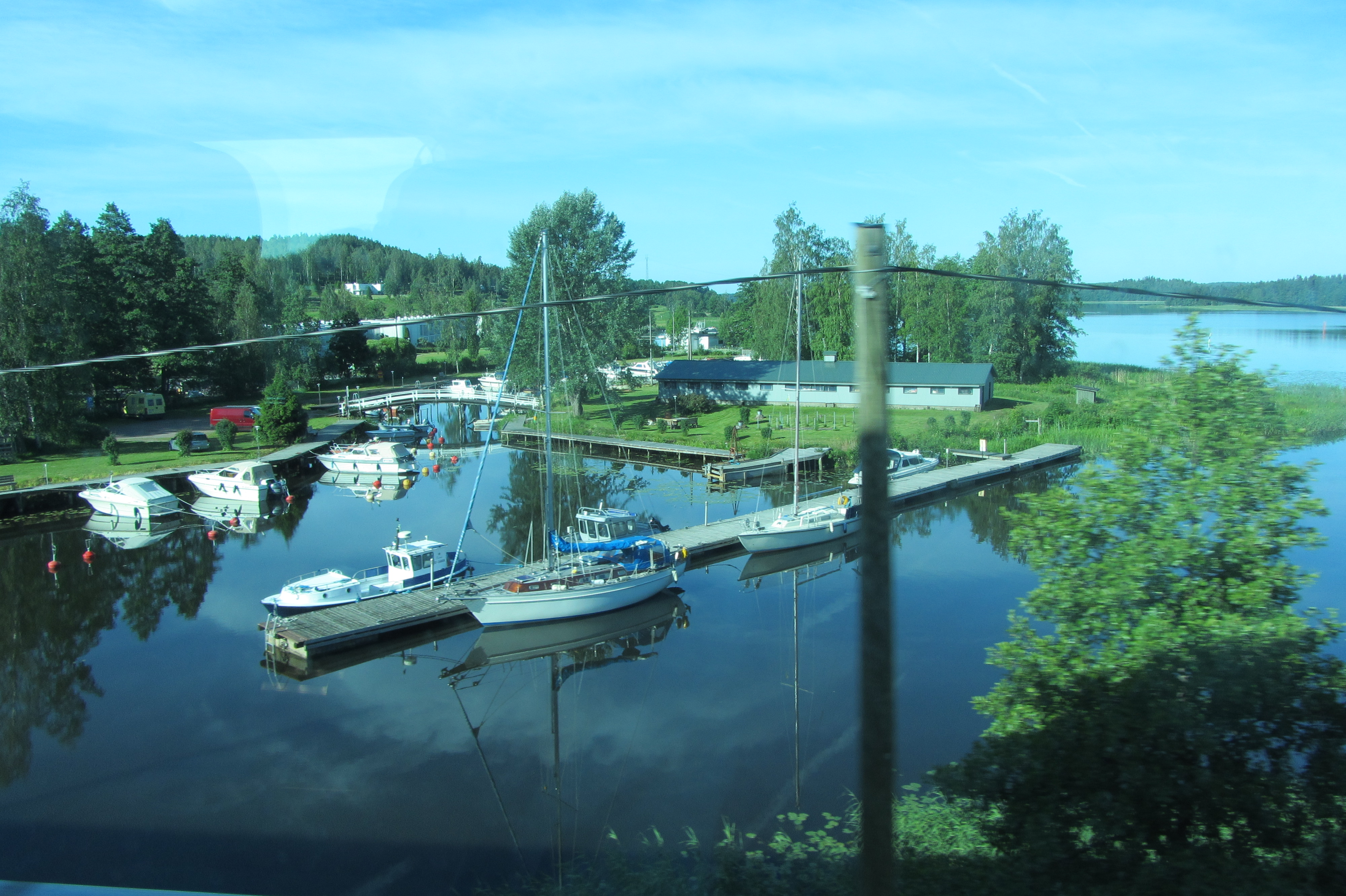
Île Lillforsholmen.
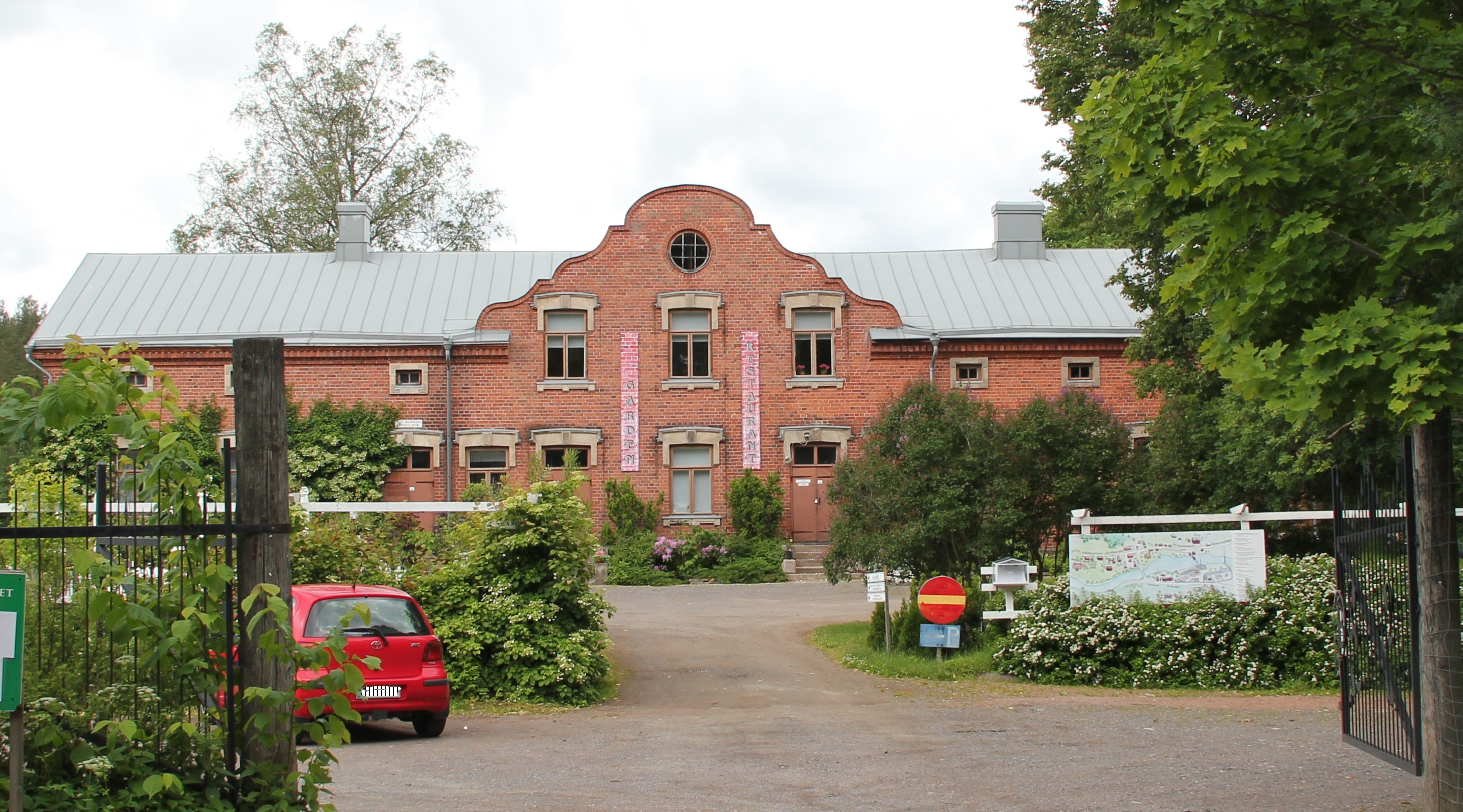
École de jardinerie.
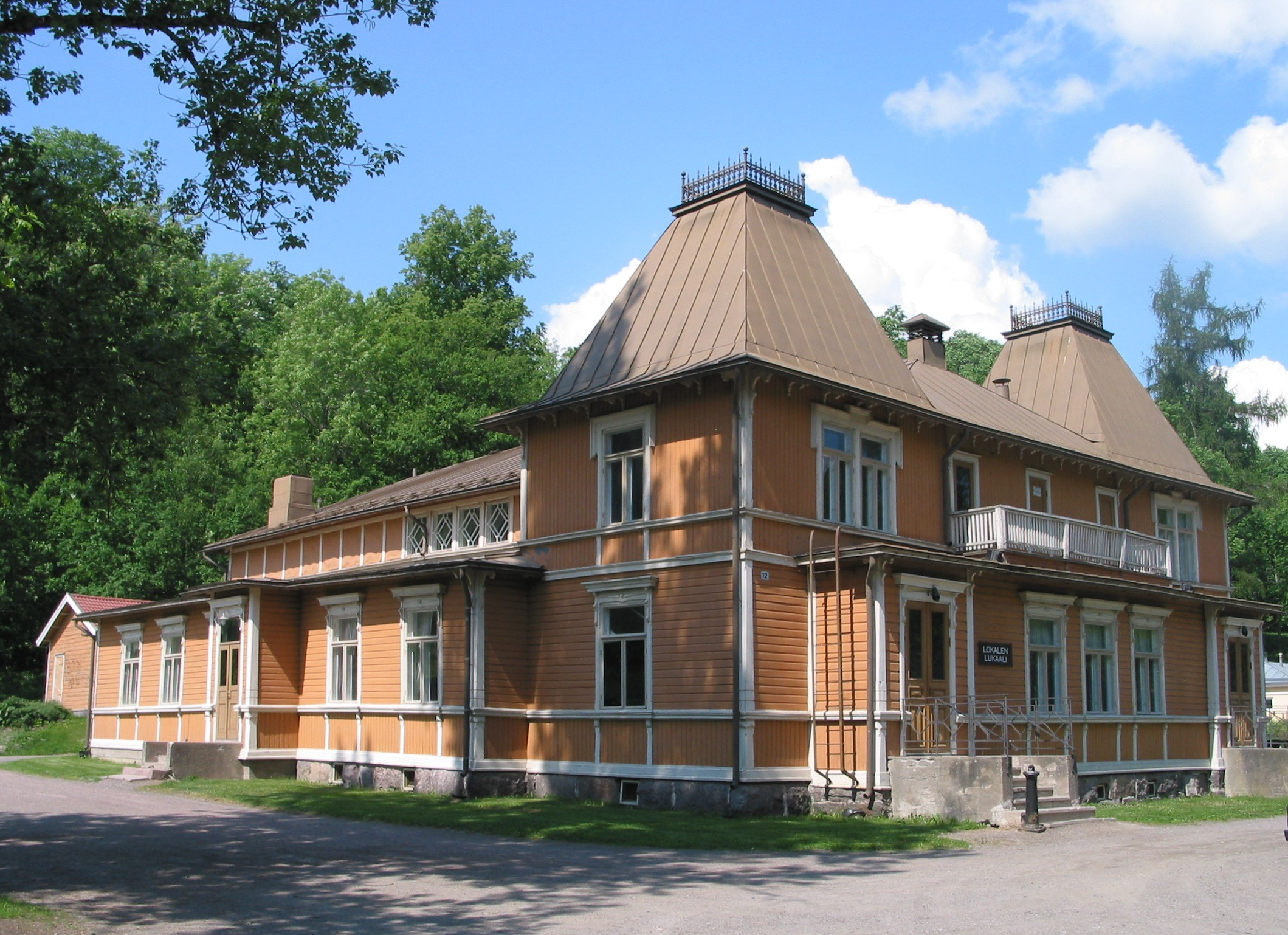
Maison paroissiale de Fiskars.